# 15 Blocks Puzzle
15 Blocks Puzzle est un jeu de Puzzle de Madfinger Games pour iOS. Ce jeu avait généré 200 téléchargements, il est le premier jeu du développeur Madfinger Games.